# Apple Copland
Copland byl koncept operačního systému pro počítače Macintosh společnosti Apple. Byl ohlášen v březnu 1994 při představení Maců s procesory PowerPC jako operační systém nové generace. Vývojáři firmy Apple zamýšleli Copland jako úplně původní operační systém pro PowerPC nabízející inteligentní agenty, upravitelné rozhraní a relační databázi integrovanou do vyhledávače. Copland byl následován operačním systémem Gershwin, který sliboval chráněný paměťový prostor a plně preemptivní multitasking. Tento operační systém měl být úplným přepisem systému Mac OS a firma Apple doufala, že s ním na trhu porazí Windows 95 během pouhého jednoho roku.
Vývoj systému Copland byl pomalý, často docházelo k nedodržení termínů. Datum vydání bylo nejprve odsunuto na konec roku 1995, pak na polovinu roku 1996, konec roku 1996 a naposledy na konec 1997. S přiděleným týmem 500 softwarových inženýrů a ročním rozpočtem 250 milionů dolarů začínali být vedoucí pracovníci firmy Apple netrpěliví s nepřetržitým nedodržováním plánu projektu. Na Světové konferenci vývojářů (WWDC) v lednu 1997 vedoucí firmy Apple Gil Amelio prohlásil, že radši než vypustit Copland jako jediné ucelené vydání, budou jeho vlastnosti postupně přidány do systému Mac OS v půlročních cyklech. Tato vylepšení začala u verze Mac OS 7.6, vydané během Světové konference vývojářů. Mac OS 8.0, vydaný o šest měsíců později, pokračoval s přidáváním technologie Coplandu do Mac OS.
Během srpna 1997 zastavila vedoucí technologií firmy Apple Ellen Hancock vývoj systému Copland a Apple začal hledat operační systém vyvinutý mimo svou firmu. To nakonec vedlo ke koupi systému NeXTSTEP a vývoji Mac OS X.